# 雨石蒜木脂素
雨石蒜木脂素是一种有机化合物，化学式C20H20O6，存在于三桠乌药（Lindera obtusiloba）等植物中，有抗过敏活性。